# Andy Walker
Andrew Martin "Andy" Walker (Queens, Nueva York, 25 de marzo de 1955) es un exjugador y exentrenador de baloncesto estadounidense que jugó una temporada en la NBA, además de hacerlo en la AABA. Con 1,93 metros de estatura, juega en la posición de base.

## Trayectoria deportiva

### Universidad
Jugó durante cuatro temporadas con los Purple Eagles de la Universidad de Niágara, en las que promedió 16,2 puntos por partido, convirtiéndose en el octavo máximo anotador de la historia de la universidad.

### Profesional
Fue elegido en el puesto 111 del Draft de la NBA de 1976 por New Orleans Jazz, con los que jugó una temporada, en la que promedió 4,5 puntos y 1,9 rebotes por partido.
En 1978 jugó con los New York Guard en la efímera All-American Basketball Alliance, donde promedió 9,6 puntos en 9 partidos.

### Entrenador
En 1985, tras haber sido entrenador asistente, se hizo cargo del banquillo de su alma mater, los Niagara Purple Eagles, donde permaneció cuatro temporadas en las que logró 59 victorias y 58 derrotas.

## Estadísticas de su carrera en la NBA

### Temporada regular
| Temporada | Edad | Equipo           | Liga | P  | TIT | MIN  | TC  | TCA | %TC  | 3P | 3PA | %3P | TL  | TLA | %TL  | R.OF. | R.DEF. | REB | ASIS | ROB | TAP | PER | FP  | PTS |
| 1976-77   | 21   | New Orleans Jazz | NBA  | 40 |     | 11.0 | 1.8 | 3.9 | .462 |    |     |     | 0.9 | 1.2 | .766 | 0.6   | 1.3    | 1.9 | 0.8  | 0.5 | 0.2 |     | 1.5 | 4.5 |
| Total     |      |                  | NBA  | 40 |     | 11.0 | 1.8 | 3.9 | .462 |    |     |     | 0.9 | 1.2 | .766 | 0.6   | 1.3    | 1.9 | 0.8  | 0.5 | 0.2 |     | 1.5 | 4.5 |